# 李科永
李科永（1920年—1990年7月），苗栗竹南人，台灣木材貿易商人。

## 生平
李科永出生於苗栗縣竹南鎮，在竹南公學校讀至五年級後轉學，畢業後和王永慶兄弟在宜蘭羅東從事木材業，為臺灣木材貿易大亨。事業有成後，熱心奉獻於教育，竹南國小、海口國小、頂埔國小的校門都為他所捐獻。1990年7月在美國病故，臨終前同意兒子李鵬雄和親族成立李科永基金會，後續在臺灣各地捐助成立公立圖書館。

## 身後
1997年李科永後輩成立李科永文教基金會，李科永文教基金會陸續在和李科永有淵源的縣市捐贈圖書館，落成後交由當地政府管理。第一座李科永紀念圖書館在竹南鎮竹南運動公園落成，之後李科永文教基金會在臺北市士林區、宜蘭縣羅東鎮、高雄市中央公園、臺中市南屯區陸續捐錢興建圖書館。

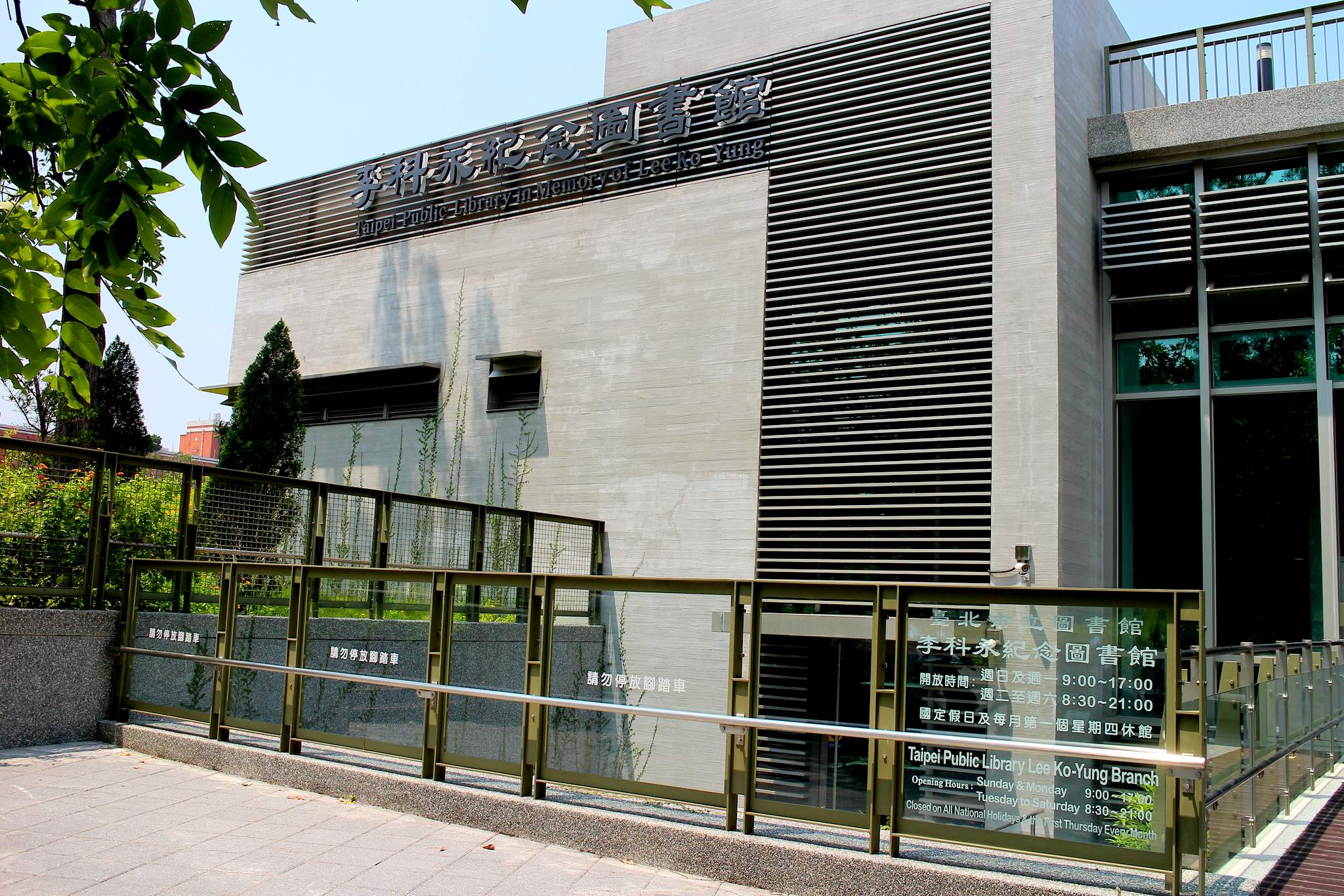
位於台北市士林區、鄰近士林官邸的李科永紀念圖書館

## 各地紀念圖書館
- 臺北市立圖書館李科永紀念圖書館——台北市士林區中正路15號[5]
- 新北市立圖書館李科永紀念圖書館(於2023年8月16日啟用[6][7]。)——新北市林口區公園路192號[8][9]
- 宜蘭縣宜蘭市立圖書館宜蘭市立圖書館(又稱為李科永紀念圖書館，簡稱為李科永館，於2022年4月23日啟用[10][10])—— 宜蘭縣宜蘭市陽明路277號[11][12]
- 宜蘭縣羅東鎮立圖書館(又稱為羅東總館、李科永紀念圖書館)——宜蘭縣羅東鎮純精路一段88號[13]
- 苗栗縣立圖書館竹南李科永紀念圖書館——苗栗縣竹南鎮永貞路二段196號[14]
- 臺中市立圖書館李科永紀念圖書分館——台中市南屯區龍富路五段1號[15]
- 高雄市立圖書館李科永紀念圖書館——高雄市前金區民生二路37號[16]
- 桃園市立圖書館李科永紀念圖書館(興建中)——桃園市桃園區慈文路688號[17]